# Угрин-Безгрішний Микола
Микола Угрин-Безгрішний (18 грудня 1883, с. Куп'ятичі, Перемиський повіт, (тепер Польща) — 18 січня 1960, м. Новий Ульм, Німеччина) —  український прозаїк, поет, драматург, видавець, фотограф, педагог, а також активний учасник національно-визвольних змагань та громадський діяч., родом з Перемищини.
- Учитель гімназії в Рогатині (1911 — 44),
- редактор місячнику «Бджола» (1908), «Будучність» (1909 і 1923 — 24) та ін.;
- у 1914 — 18 pp. співробітник органів Пресової Кватири УСС.

## Життєпис
Народився у селі Куп'ятичі Перемишського повіту (тепер у межах Польщі) в селянській родині.

### Навчання та літературна діяльність
Освіту здобував в гімназіях Перемишля, Сянока і Тернополя, на філософських факультетах Львівського та Чернівецького університетів, до останнього перейшов разом з іншими українцями в знак протесту після вбивства Адама Коцка.
У 1903 р., навчаючись у п'ятому класі Перемиської гімназії, Угрин надрукував у Львівському «Літературно-науковому віснику» декілька нарисів під спільною назвою «З життя гімназистів». Тоді ж вийшла збірочка віршів «Перші проби», підписана псевдонімом Тарас Вірний, та драматична картина з життя гімназистів «Красний примір направив» під іменем Микола Чорнило.
Один з псевдонімів (Венгжин) — це його справжнє прізвище, перероблене на польський лад. Ось що писав з цього приводу сам Угрин: 
| Хрестив мене парох села Курманичі граф Таврський, поляк із походження, який у моїй метриці латинською мовою переклав мою родинну назву Угрин на Венгжин. Метрику поправив я вже в УСС через австрійське намісництво у Львові 1917 року. |
Навчаючись у Тернопільській гімназії, Микола Венгжин був редактором учнівського журналу «Ідея». Згодом у Чернівцях редагував часописи «Бджола» та «Будучність», окремими книжечками видав оповідання Ганни Барвінок і вірші Ірми Остапівни (Ольги Дучимінської).
З 1909 р. мало не щороку бував на Наддніпрянщині, підтримував зв'язки з українськими діячами і письменниками, допомагав у виданні журналу «Українська хата». Після навчання, у 1911 р., переїхав у Рогатин. Тут працював викладачем української, латинської, німецької і польської мов в Українській гімназії. 1912 року, учні та вчителі Рогатинської гімназії здійснили мандрівку «Пішки на гору Маркіяна», присвячену 100-річчю натхненник національного пробудження Галичини Маркіяна Шашкевича. Автором ідеї був директор гімназії Михайло Галущинський. За сім днів (2-8 липня) він, четверо викладачів (Антін Лотоцький, Микола Венжин (Угрин-Безгрішний), Микола Щуровський, Лев Смулка) і дев'ятеро учнів (Іван Верб'яний, В. Воробець, Іван Горянський, Михайло Дорошенко, Стефан Кіржецький, Коритко, Юліан Соколовський, Степан Велитович, В. Дзера) пішки пройшли від Рогатина до Підлисся і назад.
З початком Першої світової війни до майбутнього національного війська зголосилося багато рогатинських гімназистів, яких було організовано в окрему Рогатинську сотню під керівництвом викладачів гімназії Никифора Гірняка та Миколи Угрина.

### Служба в Легіоні УСС. Пресова кватира
З появою Легіону Українських Січових Стрільців було створено Пресову Квартиру (орган розповсюдження та збереження інформації про УСС), при якій діяли: етапна гімназія, курси для неписьменних стрільців, читальня з бібліотекою. Слід зазначити, що саме Микола Угрин був одним з організаторів Пресової Кватири. Невдовзі тут зібралась плеяда талановитих письменників, журналістів, художників, музикантів. Серед них — Осип Назарук, Левко Лепкий, Роман Купчинський, Осип Курилас, Лев Ґец, Михайло Гайворонський, Дмитро Вітовський, Антін Лотоцький та інші.
В 1915 при Пресовій кватирі Микола Угрин започаткував видання гумористично-сатиричного журналу «Самохотник», а в травні 1916 р. у Свистільниках з'явились журнали «Вісник Пресової Кватири У. С. С.» та «Самопал». Редактори місячника «Вісник Пресової Кватири У. С. С.», Микола Угрин та Антін Лотоцький, свою програму роз'яснювали так: 
| Бути дзеркалом життя стрілецької „новітньої“ Січі, де попри звідомлення з життя в коші та полі, містилися б літературні твори, що були б також дзеркалом життя стрілецтва, його думок, ідей, змагань. | Тут друкувалися вірші, різноманітні інформаційні замітки, нариси та невеликі новели. На жаль, другий, подвійний номер за червень — липень, в основному присвячений пам'яті Івана Франка, став останнім. В 1917 р. вийшли журнали «Бомба», «Будучина», «УСУСУ». З початку 1918 р. почав виходити часопис «Червона Калина».

### Служба в інших українських військових формаціях
Після гетьманського перевороту Микола Угрин повернувся в Галичину та вступив до Української Галицької Армії. Виконуючи директиви уряду ЗУНР в 1919 р., він намагався підняти повстання проти румунів на Покутті. Тоді через зраду потрапив до рук ворогів і чудом уник розстрілу. В тому ж 1919 р. Микола Угрин знову перебував у лавах УГА, потім воював у загоні отамана Шепеля проти більшовиків. Визволяв Київ. Пізніше зголосився до Шостої стрілецької дивізії генерала Безручка, служив там у 16-й бригаді під командуванням полковника Сушка.
Деякий час перебував у Станіславові на посаді консула при польському уряді. Згодом — знову на фронті, де йому було присвоєно чин сотника. Після поразки національно-визвольних змагань разом з генералом Шаповалом потрапив у польську неволю, з якої він утік і дістався до Рогатина. Працюючи в гімназії, Микола Угрин також очолював повітові відділи Української Військової Організації (УВО) та «Просвіти». У тогочасній пресі один за одним з'являлися його прозові твори («Нарис історії Українських Січових Стрільців», «Етапна гімназія УСС», «Коротка історія живця Черче») та драматичні («Лицарі Залізної Остроги» та «Софія Галечко») за підписом «Микола Угрин-Безгрішний». З того часу псевдонім Безгрішний став складовою частиною його прізвища.

### Викладацька робота у Рогатині
З січня 1923 до кінця 1924 року, з піврічною перервою, у Рогатині видавався місячник «Рогатинець». Редагували журнал викладачі гімназії Микола Угрин-Безгрішний та Антін Лотоцький. У журналі друкувалися історичні, просвітянські та краєзнавчі матеріали, багато статей з'являлося під своєрідним підписом «МУБАЛ» (Микола Угрин-Безгрішний, Антін Лотоцький).
Окрім часопису «Рогатинець» та «Самопал», Микола Угрин редагував гумористично-сатиричний журнал «Око», друкувався в журналах «Світ дитини» та «Рідна школа», «Літопис Червоної Калини», «Діло». Зокрема, в одному з номерів «Рідної школи» було вміщено історичний нарис «Українська гімназія Рідної Школи в Рогатині» з нагоди її 25-літнього ювілею. У 1936 р. Микола Угрин разом з Антоном Лотоцьким видав «Граматику української літературної мови». З його ініціативи засновано видавництво для дорослих «Журавлі» і для дітей — «Сині дзвіночки».
З приходом радянської влади Микола Угрин працював директором Рогатинської середньої школи освіти дорослих.
Під час німецької окупації Микола Угрин-Безгрішний працював викладачем в Рогатинській учительській семінарії, а також з липня по грудень 1941 р. — головним редактором та видавцем газети «Рогатинське слово». Спочатку часопис навіть закликав до створення Української держави. Адже Микола Угрин-Безгрішний належав до тієї когорти колишніх старшин Українських Січових Стрільців та УГА, які хотіли за допомогою німців створити свою регулярну армію, тому й підтримав ідею створення дивізії Галичина. Більше того, сам вступив у її ряди. 19 липня 1944 р. з наближенням фронту емігрував на Захід.

### На еміграції
Після війни деякий час жив у Байройті (Баварія), де вчителював і видавав журнали «Обрій», «Грім», видрукував «Молитву УСС». Пізніше поселився у Новому Ульмі. Тут він теж продовжував видавничу справу. На зламі 1953—1954 рр. відредагував новітній номер «Вісника Пресової Квартири УСС». Тоді ж, за декілька років до смерті, написав автобіографічний твір «Мій життєпис».
Помер у 1960, похований на цвинтарі німецького міста Новий Ульм.

## Твори
Збірка поезій «Проби» (1905), оп. «З життя гімназистів» (1907, 1928), п'єси «Красний примір направив» (1903), «Софія Галечко» (1924 і 1943), «Лицарі Залізної Остроги» (1938), «Нарис історії УСС» (1924).